# Pietro Spagnoli
 (février 2021).
La mise en forme du texte ne suit pas les recommandations de Wikipédia : il faut le « wikifier ».
Les points d'amélioration suivants sont les cas les plus fréquents. Le détail des points à revoir est peut-être précisé sur la page de discussion.
- Les titres sont pré-formatés par le logiciel. Ils ne sont ni en capitales, ni en gras.
- Le texte ne doit pas être écrit en capitales (les noms de famille non plus), ni en gras, ni en italique, ni en « petit »…
- Le gras n'est utilisé que pour surligner le titre de l'article dans l'introduction, une seule fois.
- L'italique est rarement utilisé : mots en langue étrangère, titres d'œuvres, noms de bateaux, etc.
- Les citations ne sont pas en italique mais en corps de texte normal. Elles sont entourées par des guillemets français : « et ».
- Les listes à puces sont à éviter, des paragraphes rédigés étant largement préférés. Les tableaux sont à réserver à la présentation de données structurées (résultats, etc.).
- Les appels de note de bas de page (petits chiffres en exposant, introduits par l'outil «  Source ») sont à placer entre la fin de phrase et le point final[comme ça].
- Les liens internes (vers d'autres articles de Wikipédia) sont à choisir avec parcimonie. Créez des liens vers des articles approfondissant le sujet. Les termes génériques sans rapport avec le sujet sont à éviter, ainsi que les répétitions de liens vers un même terme.
- Les liens externes sont à placer uniquement dans une section « Liens externes », à la fin de l'article. Ces liens sont à choisir avec parcimonie suivant les règles définies. Si un lien sert de source à l'article, son insertion dans le texte est à faire par les notes de bas de page.
- La présentation des références doit suivre les conventions bibliographiques. Il est recommandé d'utiliser les modèles {{Ouvrage}}, {{Chapitre}}, {{Article}}, {{Lien web}} et/ou {{Bibliographie}}. Le mode d'édition visuel peut mettre en forme automatiquement les références.
- Insérer une infobox (cadre d'informations à droite) n'est pas obligatoire pour parachever la mise en page.

Pour une aide détaillée, merci de consulter Aide:Wikification.
Si vous pensez que ces points ont été résolus, vous pouvez retirer ce bandeau et améliorer la mise en forme d'un autre article.
 (février 2021).
Si vous disposez d'ouvrages ou d'articles de référence ou si vous connaissez des sites web de qualité traitant du thème abordé ici, merci de compléter l'article en donnant les références utiles à sa vérifiabilité et en les liant à la section « Notes et références ».
Pietro Spagnoli, de son vrai nom Pietro Antonio Arcangelo Spagnoli, est un baryton italien, né le 22 janvier 1964 à Rome.

## Biographie
Pietro Spagnoli naît en 1964 en Italie. Il commence à chanter à l'âge de huit ans ; en effet, une connaissance de sa famille, dont le fils faisait partie de la Chapelle musicale pontificale, propose à la mère de Spagnoli d'enseigner le chant à son fils. Son professeur de solfège l'entend un jour chanter 'O sole mio, d'Eduardo di Capua, et malgré sa timidité naturelle, sa voix émeut ses auditeurs, dont sa propre mère. Grâce aux pères Vittorio Catena et Raffaele Preite, il reçoit sa première formation musicale à l'école élémentaire et au collège des Pueri Cantores. Après deux ans d'études, à la fin de la cinquième année, il entre dans la chorale, composée de voix blanches, mais aussi d'adultes, parmi les altos.

## Répertoire
| Répertoire lyrique             | Répertoire lyrique                 | Répertoire lyrique          |
| Rôle                           | Opéra                              | Compositeur                 |
| ------------------------------ | ---------------------------------- | --------------------------- |
| Goffredo                       | Il pirata                          | Vincenzo Bellini            |
| Sir Riccardo Forth             | I Puritani                         | Vincenzo Bellini            |
| Amur                           | Elvida                             | Gaetano Donizetti           |
| Il Re                          | Francesca di Foix                  | Gaetano Donizetti           |
| Filidoro                       | La romanzesca e l'uomo nero (it)   | Gaetano Donizetti           |
| Belcore Dulcamara              | L'elisir d'amore                   | Gaetano Donizetti           |
| Sulpice                        | La Fille du régiment               | Gaetano Donizetti           |
| Antonio                        | Linda di Chamounix                 | Gaetano Donizetti           |
| Malatesta                      | Don Pasquale                       | Gaetano Donizetti           |
| Delirio                        | L'opera seria                      | Gassmann                    |
| Claudio                        | Agrippina                          | Georg Friedrich Haendel     |
| Achilla                        | Giulio Cesare in Egitto            | Georg Friedrich Haendel     |
| Araspe                         | Tolomeo                            | Georg Friedrich Haendel     |
| Rodomonte                      | Orlando Paladino                   | Joseph Haydn                |
| Silvio                         | Pagliacci                          | Ruggero Leoncavallo         |
| Gustavo Colline Visconte Paolo | La bohème                          | Ruggero Leoncavallo         |
| Mercurio                       | L'incoronazione di Poppea          | Claudio Monteverdi          |
| Conte d'Almaviva               | Le nozze di Figaro                 | Wolfgang Amadeus Mozart     |
| Don Giovanni Leporello         | Don Giovanni                       | Wolfgang Amadeus Mozart     |
| Don Alfonso Guglielmo          | Così fan tutte                     | Wolfgang Amadeus Mozart     |
| Figaro                         | Il barbiere di Siviglia            | Giovanni Paisiello          |
| Tracollo                       | Livietta e Tracollo                | Giovanni Battista Pergolesi |
| Mengotto                       | La Cecchina                        | Niccolò Piccinni            |
| Larkens                        | La fanciulla del West              | Giacomo Puccini             |
| Rambaldo                       | La rondine                         | Giacomo Puccini             |
| Batone                         | L'inganno felice                   | Gioacchino Rossini          |
| Conte Asdrubale Macrobio       | La pietra del paragone             | Gioacchino Rossini          |
| Filiberto Gaudenzio            | Il signor Bruschino                | Gioacchino Rossini          |
| Orbazzano                      | Tancredi                           | Gioacchino Rossini          |
| Mustafà                        | L'Italiana in Algeri               | Gioacchino Rossini          |
| Don Geronio Prosdocimo Selim   | Il Turco in Italia                 | Gioacchino Rossini          |
| Don Bartolo Figaro             | Il Barbiere di Siviglia            | Gioacchino Rossini          |
| Filippo                        | La gazzetta                        | Gioacchino Rossini          |
| Elmiro                         | Otello                             | Gioacchino Rossini          |
| Dandini Don Magnifico          | La Cenerentola                     | Gioacchino Rossini          |
| Il Califfo                     | Adina, ovvero il Califfo di Bagdad | Gioacchino Rossini          |
| Capellio                       | Bianca e Falliero                  | Gioacchino Rossini          |
| Ginardo                        | Matilde di Shabran                 | Gioacchino Rossini          |
| Raimbaud                       | Le Comte Ory                       | Gioacchino Rossini          |
| Talbot                         | Giovanna d'Arco                    | Giuseppe Verdi              |
| Sir John Falstaff              | Falstaff                           | Giuseppe Verdi              |

## Œuvres
Le chanteur Pietro Spagnoli a notamment enregistré trois opéras de Donizetti pour le label britannique Opera Rara.
- La romanzesca e l'uomo nero, ORC19, avec Alfonso Antoniozzi, Elisabetta Scano, Adriana Cicogna, Paul Austin Kelly, Elena Monti, Pietro Spagnoli, Bruno Praticò, Bruce Ford, Clive Bayley, et l'Academy of St Martin in the Fields, dirigée par David Parry.
- Francesca di Foix, ORC28, avec Annick Massis, Bruce Ford, Pietro Spagnoli, Jennifer Larmore, Alfonso Antoniozzi, et l'Orchestre philharmonique de Londres, dirigé par Antonello Allemandi.
- Elvida, ORC29, avec Annick Massis, Bruce Ford, Pietro Spagnoli et Jennifer Larmore, Alfonso Antoniozzi, et l'Orchestre philharmonique de Londres, dirigé par Antonello Allemandi.